# مکس لیندر
مکس لیندر (فرانسوی: Max Linder‎؛ زاده ۱۶ دسامبر ۱۸۸۳ درگذشته ۳۱ اکتبر ۱۹۲۵) یک هنرپیشه اهل فرانسه بود. وی بین سال‌های ۱۸۹۹ تا ۱۹۲۵ میلادی فعالیت می‌کرد.